# Anna Magdalena Bachová

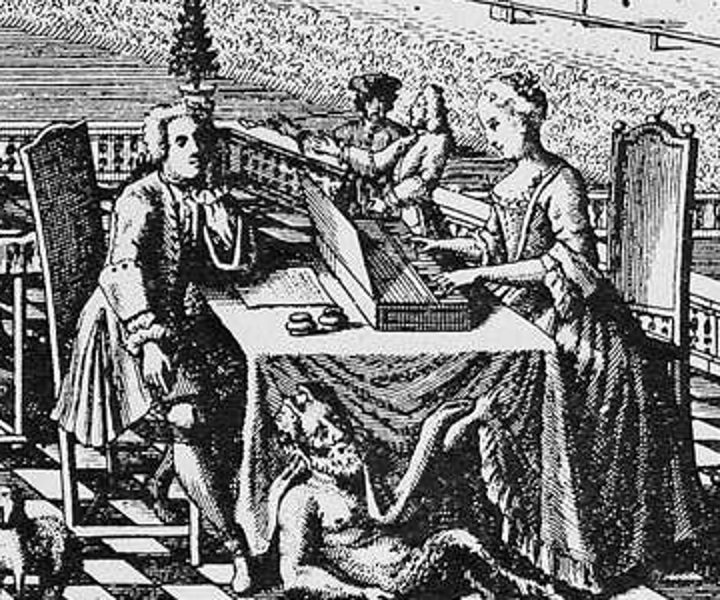
Možný portrét manželů Bachových z roku 1736

Anna Magdalena Bachová, rozená Wilckeová (22. září 1701, Zeitz, Sasko – 22. února 1760, Lipsko), byla německá zpěvačka a druhá manželka Johanna Sebastiana Bacha.

## Biografie
Pocházela z hudební rodiny, její otec Johann Caspar Wilcke byl hráč na trubku a matka Margaretha Elisabeth rozená Liebeová byla dcerou varhaníka. O mládí Anny Magdaleny Bachové se ví málo. Roku 1721 se stala profesionální zpěvačkou a téhož roku si 3. prosince vzala za manžela ovdovělého Johanna Sebastiana Bacha, jehož předchozí choť Marie Barbara Bachová zemřela před sedmnácti měsíci. Anna Magdalena Bachová se pak stala matkou celkem 13 dětí, z nichž 7 se nedožilo dospělosti. Byli to:
- Christiana Sophia Henrietta (1723–1726)
- Gottfried Heinrich (1724–1763)
- Christian Gottlieb (1725–1728)
- Elisabeth Juliana Friederica zvaná Liesgen (1726–1781)
- Ernestus Andreas (1727–1727)
- Regina Johanna (1728–1733)
- Christiana Benedicta (1729–1730)
- Christiana Dorothea (1731–1732)
- Johann Christoph Friedrich, „bückeburský Bach“ (1732–1795)
- Johann August Abraham (1733–1733)
- Johann Christian, „londýnský Bach“ (1735–1782)
- Johanna Carolina (1737–1781)
- Regina Susanna (1742–1809)

Manželství bylo šťastné, posílené společným zájmem o hudbu. Johann Sebastian Bach věnoval Anně Magdaleně řadu skladeb, především Klavírní knížku Anny Magdaleny Bachové, a ona mu často pomáhala přepisovat hudební rukopisy. Během lipského pobytu organizovala Anna Magdalena pravidelné domácí hudební večery, během nichž rodina spolu s pozvanými přáteli zpívala a muzicírovala.

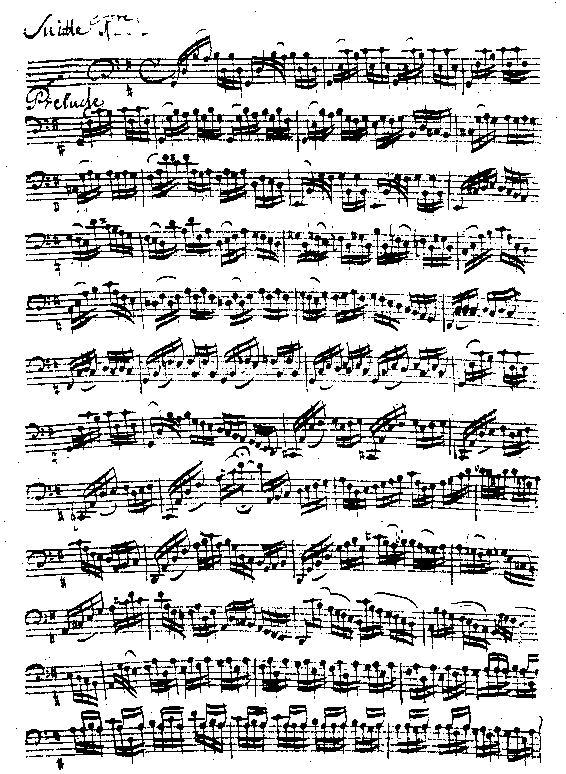
Rukopis Anny Magdaleny Bachové: začátek Bachových Suit pro sólové violoncello

Po smrti svého manžela roku 1750 upadla Anna Magdalena do chudoby a zůstala odkázaná na almužny a podporu lipské městské rady. Po smrti byla pohřbena do neoznačeného chudinského hrobu v lipském kostele sv. Jana. Kostel byl zničen za bombardování během druhé světové války.